# Vingklaff

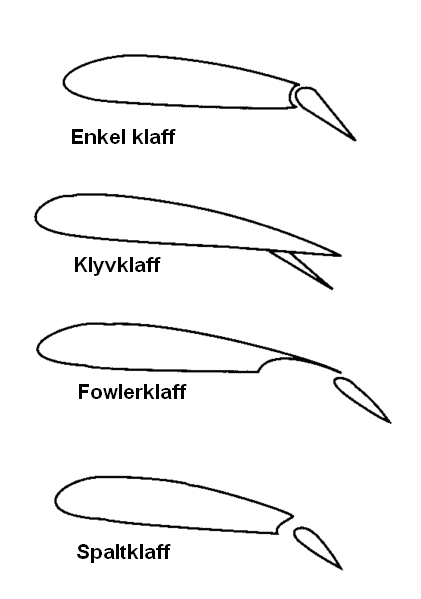
Illustration av fyra olika typer av vingklaffar

Vingklaff (engelska: flap) är en anordning på en flygplansvinge som dels har en lyftkraftsökande och dels en bromsande effekt. Lyftkraftsökningen innebär att flygplanet kan flygas vid lägre fart utan att överstegras (stalla), vilket är en fördel främst vid start och landning. 
 Den bromsande effekten gör att till exempel inflygningen kan köras brantare utan att farten ökar för mycket.
Lyftkraftsökningen innebär dock också en motståndsökning, varför stora klaffutslag snarare försämrar än förbättrar startprestanda.

Flera olika typer av vingklaffar finns, från de enklaste till fowlerklaffar i upp till tre segment.

## Klafftyper
- Blåst klaff – äldre teknik för att öka effekten hos en traditionell klaff.
- Störklaff (lyftkraftspoiler) – klaff som stör luftströmmen och minskar lyftkraften.
- Bromsklaff(en) (luftbroms) – klaff som skapar luftmotstånd i bromsande syfte.